# Ma Alalta
El Ma Alalta és un estratovolcà de la regió Àfar, Etiòpia, situat a l'oest de la depressió de Dalnaki. El cim s'eleva fins als 1.745 msnm i es desconeix quan va entrar en erupció per darrera vegada.
Està compost per traquites i riolites i presenta unes calderes unides de forma ovalada al seu cim. Al nord-est i sud-est del volcà hi ha dipòsits d'ignimbrites que poden estar relacionats amb la formació d'una caldera més gran en la qual es troba el Ma Alalta.
Els flancs nord-oest, sud-est i est presenten joves colades de lava basàltica, mentre que el flanc sud ha produït recentment hi ha doms d'obsidiana pantel·lerítica i colades de lava. Un dels doms té fumaroles actives.